# Lune de miel en enfer (nouvelles)
Ne doit pas être confondu avec Lune de miel en enfer (film, 2003).
Lune de miel en enfer est un recueil de nouvelles de science-fiction écrites par Fredric Brown, publié en 1958.

## Publications
Le titre original est Honeymoon in Hell.
Le recueil a été publié en français, avec une traduction de Jean Sendy, aux éditions Denoël, collection Présence du futur no 75, en octobre 1997  (ISBN 2-207-50075-6). La publication fait suite à des publications antérieures chez le même éditeur en 1964, 1973, 1977, 1981, 1984, 1990, 1995, ainsi que chez Famot en 1978.

## Liste des nouvelles

### Lune de miel en enfer
- Titre original : Honeymoon in Hell (1950)
- Il s'agit de la nouvelle la plus longue du recueil (48 pages sur 246)
- Résumé : En septembre 1962, les femmes humaines ne mettent au monde que des enfants de sexe féminin. Pourquoi ? Le supercalculateur Junior émet l'hypothèse qu'il s'agit d'une attaque d'extraterrestres. L'espèce humaine étant menacée à moyen terme, les États-Unis et l'Union soviétique décident d'envoyer sur la Lune un couple de spationautes : Ray Carmody est choisi pour les Américains, Anne Borisovna pour les Soviétiques...
- Remarque : Le titre de la nouvelle vient du fait que les deux spationautes vont se marier avant le décollage et qu'ils se poseront sur le cratère Enfer, du nom d'un prétendu astronome.

### Il ne faut pas pousser grand-mère
- Titre original : Too Far (1955)
- Résumé : la nouvelle comporte tellement de jeux de mots et de calembours qu'elle est très difficilement traduisible (l'édition française comporte d'ailleurs le texte original dans une section intitulée « Intraduisible ») ; le récit, long d'à peine deux pages, ne peut pas être résumé et n'a de valeur littéraire qu'en raison de son humour textuel, et non pas pour l'histoire proprement dite.

### Un homme de qualité
- Titre original : Man of Distinction (1951)
- Résumé : Al Hanley est un grand alcoolique notoire. Un jour, il se fait enlever par des extraterrestres, qui croient qu'il est représentatif des humains. Il est exposé dans un parc zoologique galactique en tant que représentant de l'espèce humaine, sous le titre savant d'« Alcoolicus Anonymus ».
- Remarque : le thème avait déjà été utilisé par Fredric Brown dans sa nouvelle Pas encore la fin (1941).

### Millenium
- Titre original : Millenium (1955)
- Résumé : Micronouvelle de deux pages mettant en scène Satan, qui n'a peur que d'une chose, c'est qu'un jour quelqu'un arrivant en Enfer émette le Vœu suprême, le « Vœu » altruiste...

### Le Dôme
- Titre original : The Dome (1951)
- Résumé : En prévision de la guerre atomique qui ne manquera pas de survenir un jour ou l'autre, Kyle Braden a créé un « Dôme », constitué d'un champ de force ultra-puissant. À l'abri de ce Dôme, aucune radiation, aucun souffle dû à la bombe atomique ne pourra l'atteindre. Un jour, la ville de Boston est anéantie par une attaque nucléaire : la guerre totale semble imminente. Kyle propose à Myra, la jeune femme dont il est amoureux, de venir habiter avec lui sous le Dôme, mais elle refuse, expliquant qu'étant infirmière, on aura besoin d'elle. Kyle se réfugie seul sous le Dôme, et y vit durant 30 ans. Au bout de cette période, il sort du Dôme, et découvre la ville : elle n'a jamais été attaquée. La destruction de Boston était due à une erreur de pilotage d'un astronef extraterrestre. Les extraterrestres ont fait découvrir à la Terre de multiples connaissances : les habitants vivent longtemps, en pleine santé, et la Terre fait partie de l'Union galactique. Kyle découvre qu'il a « raté sa vie ». Que faire maintenant ? Il retourne sous le Dôme, seul.

### Du sang!
- Titre original : Blood (1955)

### Galerie de glaces
- Titre original : Hall of Mirrors (1953)
- Résumé : Le narrateur reçoit une lettre mystérieuse de son autre lui-même, lui demandant de protéger une machine à voyager dans le temps...

### Le Dernier Martien
- Titre original : The Last Martian (1950)
- Résumé : Dans le bar tenu par Barney Welch, un type dénommé Howard Wilcox déclare à qui veut l'entendre qu'il est en réalité un Martien ayant pris possession d'un corps humain. Cette histoire paraissant assez insolite et amusante pour rédiger un entrefilet dans le journal The Tribune, le rédacteur en chef Cargan envoie Bill, un des journalistes, au bar pour entendre l'histoire de Barney. En fin de compte, le lecteur apprendra en fin du récit que Howard est vraiment un Martien, de même que Barney Welch, Cargan et Bill !

### En sentinelle
- Titre original : Sentry (1954)

### Une souris
- Titre original : Mouse (1949)
- Résumé : Un astronef débarque sur Central Park : à son bord... une « souris », qui meurt peu de temps après. Bill Wheeler, qui habitait à proximité, arrive très vite sur les lieux et, en tant que biologiste, contribue à autopsier la « souris ». Quelque temps après, d'étranges événements surviennent sur Terre, risquant d'entraîner la planète dans une guerre totale. Bill échafaude une théorie : et si le vaisseau avait été habité par une intelligence spirituelle, chargée de préparer la planète à une invasion extraterrestre ? Et si la souris découverte n'était pas du tout importante et n'avait servi que de « transporteur » à cette intelligence extraterrestre ?

### Cela va de soi
- Titre original : Naturally (1954)
- Il s'agit d'une micronouvelle (2 pages) humoristique de fantasy
- Résumé : Henry Blodgett a peur de rater ses examens de géométrie. Que faire ? Qui pourrait lui venir en aide ? Disposant d'un manuel de magie noire, il consulte la page des Démons, pour en faire apparaître un et le plier à sa volonté. Il trace par terre un Pentagramme, se place à l'intérieur pour que la protection soit efficace et récite l'incantation magique. Un Démon apparaît. Henry lui explique qu'il a toujours été mauvais en géométrie et qu'il a besoin de l'aide du Démon. Ce dernier lui explique qu'en effet, Henry est nul en géométrie : il a tracé sur le sol, non pas un pentagramme, mais un hexagone. Le Démon franchit sans difficulté le polygone en craie et s'empare du jeune homme…

### Vaudou
- Titre original : Voodoo (1954)
- Remarque : Micronouvelle de deux pages
- Résumé : Un couple en pleine séparation fait l'arrangement suivant : Mme Decker, qui croit à la magie noire du Vaudou, va planter une aiguille dans la pâte en cire représentant son époux. S'il meurt, elle hérite de toute la fortune ; sinon il y aura divorce sans qu'elle bénéficie de la moindre indemnité. M. Decker accepte. Pendant qu'elle confectionne une vague statue en cire, il prélève quelques cheveux. Mme Decker les mélange à la statue puis pique le corps de cire. Elle décède immédiatement : elle n'avait pas imaginé que M. Decker aurait récupéré des cheveux à elle sur la brosse à cheveux !

### Arène
- Titre original : Arena (1944)
- Résumé : Les humains sont opposés, dans la conquête spatiale, à une autre espèce intelligente. Il n'y a pas de place pour deux : l'une des deux espèces doit être anéantie. Les flottes de combat se font face, et dans quelques secondes, la bataille va commencer. Le lieutenant Carson, aux commandes de son monoplace d'attaque, se retrouve soudain sur une planète étrange, assis sur du sable bleuté. Que s'est-il passé ? Il entend alors une voix lui dire, de manière télépathique, qu'un pilote a été « prélevé » dans chacune des flottes spatiales en présence, et qu'un combat à mort aura lieu entre les deux combattants. Celui qui gagnera fera triompher son espèce, tandis que celui qui perdra sera la cause de l'anéantissement de la sienne. La voix précise qu'en effet, les deux espèces sont de puissance et de technologie équivalentes, et qu'il sera inutile qu'elles s'épuisent dans une guerre stérile et sans fin. Carson, choisi par sur des critères inconnus, va donc représenter l'espèce humaine. Face à lui, derrière un champ de force, se trouve son ennemi, qu'il doit tuer...

### Entrée interdite
- Titre original : Keep Out (1954)
- Résumé : Les humains ont fini par coloniser Mars. Des dômes de protection ont été construits. Puis des humains ont été « modifiés » et entraînés de manière à pouvoir vivre dans l'air hyper-raréfié de la planète rouge. Deux générations plus tard, leurs enfants vont tenter l'aventure et vivre dans l'air martien naturel. Mais ces jeunes gens ne se sentent plus terriens ni humains : ils sont les véritables « Martiens » de la planète. Et ils ont un plan : demain, ils tueront tous les humains et détruiront les dômes de protection. Mars, c'est leur planète : Entrée interdite aux humains !

### La Première Machine à temps
- Titre original : The First Time Machine (1955)
- Micronouvelle de deux pages.
- Résumé : Le Dr Grainger présente à ses trois assistants sa création : une machine à voyager dans le temps. Soudain, un des assistants s'empare violemment de la machine, remonte 60 ans dans le passé et tue son grand-père. Paradoxe temporel, pensez-vous ? Eh bien non. Soixante années plus tard, le Dr Grainger présente une machine à voyager dans le temps à ses deux assistants.

### Et les dieux rirent
- Titres originaux : And the Gods Laughed.
- Nouvelle publiée dans Planet Stories (printemps 1944).
- Résumé : Des extraterrestres établis sur Ganymède prennent le contrôle d'êtres humains grâce à des bijoux en forme de boucles d'oreille...

### L'Arme
- Titre original : The Weapon (1951)

### Un mot de la direction
- Titre original : A Word from Our Sponsor (1951)
- Résumé : Alors que la planète est au bord de la guerre nucléaire totale, un message émis par on ne sait qui et provenant on ne sait d'où déclare, par la voie des ondes de radio et de télévision : « Et maintenant, un mot de la direction », suivi après un bref silence de cet ordre : « Combattez ! » (en anglais : Fight !). Le monde entier est stupéfait et ne sait que faire. Néanmoins, dans les jours, les semaines et les mois qui suivirent, la situation internationale se détendit nettement, au point que toute guerre atomique fut ensuite considérée comme inimaginable.

### Bruissement d'ailes
- Titre original : Rustle of Wings (1953)
- Résumé : Le narrateur raconte une anecdote concernant son grand-père. Celui-ci adorait jouer au poker et ne croyait ni à Dieu ni au Diable. Un jour, un dénommé Charley Brice lui avait proposé un pari saugrenu : le grand-père accepterait-il, moyennant finances, d'écrire sur un bout de papier la phrase « Moyennant 13 dollars, je vends mon âme au Diable » ? Le grand-père avait été tenté, mais finalement avait refusé. Par la suite, il ne fut plus tout à fait le même. Le narrateur conclut le récit en se rappelant que sa grand-mère lui avait affirmé que, pour 13 dollars, une jolie somme à l'époque (fin XIXe siècle), elle aurait signé n'importe quoi sur un bout de papier. Lui, le narrateur, ne sait pas trop ce qu'il aurait fait.

### Imaginons
- Titre original : Imagine (1955)
- Il s'agit de la dernière et plus courte nouvelle du recueil (moins d'une page)
- Résumé : ne peut pas être résumé